# Monika Herkt-Rynarzewska
Monika Herkt-Rynarzewska (ur. 1976) – polska ekonomistka, menadżer kultury, doktor nauk ekonomicznych.

## Życiorys
Ukończyła X Liceum Ogólnokształcące im. Przemysła II w Poznaniu, a potem studia europejskie na poznańskiej Akademii Ekonomicznej. Doktoryzowała się na wydziale gospodarki międzynarodowej tej samej uczelni. Jest absolwentką studiów podyplomowych z zakresu wiedzy o sztuce. Od 2000 związana jest z instytucjami samorządowymi w Poznaniu. Pracowała m.in. w biurze promocji miasta. Od 2007 do 2013 przygotowywała i wdrażała strategię Traktu Królewsko-Cesarskiego. W latach 2007–2014 była współautorką i współinicjatorką utworzenia muzeum Brama Poznania.
Jest członkiem Poznańskiego Towarzystwa Przyjaciół Nauk, autorką seminariów Odbiorcy instytucji kultury, a także dyrektorką Poznańskiego Centrum Dziedzictwa (do 2020 roku Centrum Turystyki Kulturowej TRAKT), którą to instytucję tworzyła wspólnie z jej pierwszym dyrektorem, Lechem Łangowskim.
Od urodzenia mieszka w Swarzędzu.